# Papež Benedikt XII.
Benedikt XII., rojen kot Jacques de Novelles oziroma Jacques de Nouveau, z nadevkom Fournier, največkrat pa kar Jacques Fournier (francosko Jacques Fournier, italijansko Jacobo Fornerio, latinsko Iacobus Fornerius), francoski cistercijan in papež, * okoli 1285 Saverdun (Toulouse, Francosko kraljestvo); † 5. april 1342, Avignon (Provansa, Francosko kraljestvo – danes Francija).

## Življenjepis

### Mladost
Jacques de Novelles, oziroma Jacques de Nouveau, imenovan Fournier, se je rodil okrog 1285 kot sin peka v Saverdun pri Toulousu – grofija Foix v Franciji.imenovan Fournier, se je rodil okrog 1285 kot sin peka v Saverdun pri Toulousu v Franciji.

Kot mlad fant je vstopil k cistercijanom in je postal v Opatiji Svete Marije v Fontroidu opat (1311–1317). Nato je bil imenovan za škofa v škofiji Pamiers (1317–1326), pa v škofiji Mierpoix (1326–1327). Janez XXII. ga je v konzistoriju 18. decembra 1327 imenoval za kardinala-duhovnika pri rimski cerkvi Santa Prisca (1327–1334) - verjetno tudi zaradi njegove gorečnosti pri zavračanju herezij in globoke splošne in teološke izobrazbe, v čemer se je pokazal kot dober papežev svetovalec.

## Papež

### Ime Benedikt
Benedikt XII. je drugi papež iz 14. stoletja, ki si je nadel ime Benedikt. Zdi se, da se v njegovem primeru izbira nagiba k spoštovanju do svetega patriarha zahodnega meništva Benedikta. Benedikt XII. je bil res cistercijan. Ne moremo pa izključiti, da je ime izbral v povezavi z Benediktom XI. Oba papeža imata namreč skupne stroge poglede na meniško življenje. Pa ne le to. Oba sta gojila tudi osebno zvestobo do svojih neposrednih prednikov, ki sta sodelovala v odločilnih bojih s kraljevsko in cesarsko močjo. Če se je predhodnik Benedikta XI. brezuspešno spopadel s Filipom Lepim, se je Janez XXII. soočil z napadom, ki je bil še pomembnejši od doktrinalnega in disciplinskega, ko je Ludviku Bavarskemu uspelo, da se je dal sam kronati za cesarja od protipapeža, ki je bil prvič v zgodovini izvoljen prav za ta namen.

### Vrnitev v Rim?
Janez XXII. je umrl v Avignonu 4. decembra 1334. Po pogrebnih slovesnostih so 13. decembra vstopili v konklave med seboj zelo razdeljeni kardinali. Kardinalski zbor je bil že pretežno francoski in krožila je govorica, da bodo za papeža izvolili le tistega, ki bo pripravljen za stalno ostati v Avignonu. Volitve so se nagibale v prid suurbikalnega kardinala-škofa pri Porto e Santa Rufina Jean-Raymond de Commingesa, ki pa je izvolitev prav zaradi tega pogoja odklonil; sledila je sorazmerno hitra enoglasna izvolitev Jakoba de Nouveau Fournierja, kar je bilo ne le za vernike, ampak tudi za same kardinale pravo presenečenje, saj je volilo Jakoba za papeža kar vseh 24 kardinalov že 20. decembra 1334 v Avignonu; tam je bil tudi kronan v dominikanski cerkvi z imenom Benedikt XII. 8. januarja 1335.

Že 1335 je izjavil pred rimskimi odposlanci, da se želi vrniti v Cerkveno državo, vendar bi se najprej ustavil v Bologni, kjer so bile razmere bolj urejene. Mladi Petrarka (1304–1374) mu je ob tej priliki zaskrbljeno poslal pismo v latinščini, v katerem Rim, ki je predstavljen kot stara gospa, slavna toda ožaloščena, prosi svojega ženina pontifika, naj se usmili njene revščine. Papežu so priznali položaj senatorja in imenovanje glavnih občinskih uradnikov. Očitno pa je bilo, da se že več kot trideset let papež ni mogel vrniti v Italijo zaradi pomanjkanja reda in varnosti okoli Papeške države. Rim je tako vsak dan bolj tonil v nered in pozabo, zapuščenost in revščino. 

Ta misel o vrnitvi pa mu vseeno ni dala miru. Zato je začel velika obnovitvena dela na bazilikah sv. Petra v Vatikanu in sv. Janeza v Lateranu. Rimljani mu tega niso pozabili in so mu postavili spomenik z napisom pred glavnim vhodom v staro baziliko svetega Petra, ki ga sedaj hranijo v Vatikanskih jamah. 

Da z vrnitvijo še dolgo ne bo nič, je pokazal tudi s tem, da je nekaj mesecev zatem začel graditi novo papeško palačo v Avignonu, ki je bila bolj trdnjava kot samostan. Na to odločitev je vplivala najbolj francoska večina v kardinalskem zboru, pa tudi dejstvo, da je v svojem delovanju ostal precej odvisen od francoskega kralja.

Prepričan, da še ni napočil čas vrnitve v Rim, je začel aprila 1335 dela na stavbi, v kateri je prebival Janez XXII. in junija 1336 objavil svoj predlog, da bi zgradil v Avignonu »posebno palačo, v kateri bi rimski papeži lahko stanovali kadarkoli in kolikor časa bi okoliščine zahtevale«. Njegov prednik je zase pridržal škofijsko palačo; Benedikt je podelil škofu novo bivališče in popolnoma svoboden zaupal svojemu rojaku Petru Poissonu nalogo, da nadomesti staro stavbo s širšim in bolje branljivim gradom, ki ga zdaj imenujejo »Stara palača«, da bi ga razlikovali od »Nove palače«, ki so jo zgradili pod Klemenom VI.. Ta palača je bila istočasno samostan in trdnjava. 

1339 je začel prenašati v Avignon arhive Svetega sedeža, ki so se nahajali od Benedikta XI. v Assisiju in s tem nedvoumno potrdil svoj namen, da bo ostal v Avignonu cel čas svojega pontifikata.

### Poskus sprave z Ludvikom Bavarskim
Papež Benedikt XII. je – v nasprotju s politiko svojega prednika – hotel doseči spravo s svetorimskim cesarjem Ludvikom Bavarskim. Ludvik je takoj po papeževem kronanju poslal odposlance, ki naj bi nagovorili papeža, da ga odveže od izobčenja, kar sta tedaj preprečila francoski kralj Filip VI. (1314–1347) in neapeljski kralj Robert (1309–1343). Filip je zoper cesarja celo naščuval kneza Janeza Moravskega da je njegova žena Marjeta Tirolska (1335–1363) zahtevala kot dediščino vojvodino Tirolsko in Koroško, ki ju je cesar dal v zakup avstrijskemu vojvodu Albertu II.. Nato je Ludvik poslal k papežu veliko delegacijo prelatov, ki naj bi dosegla preklic interdikta nad Nemčijo – zopet neuspešno. Cerkveni in deželni stanovi so torej 1338 na frankfurtski skupščini izjavili, da se ne bodo več ozirali na interdikt in da bodo duhovnike, ki se ga bodo še držali, smatrali za državne sovražnike. Dodali so še: »Vladar, ki ga izvoli večina knezov, ne potrebuje še papeževe potrditve, ker cesarjeva krona izhaja od Boga.«
Sedaj pa bi vseeno prišlo do sprave, če sam cesar ne bi napravil nove neumnosti: iz lakomnosti – da bi razširil svojo posest, je dal poročiti Marjeto Tirolsko – ločenko od Janeza – s svojim sinom Ludvikom, brandenburškim nadgrofom. Papež je temu zakonu seveda nasprotoval in tako zopet ni prišlo do sprave.

### Ekumenizeminmisijoni
Od muslimanskih Turkov ogroženim Armencem je poslal pomoč; ko so ga opozorili, da izpovedujejo zmotne nauke, je zanje sestavil zbirko 117-ih stavkov s priporočilom, naj jih premišljujejo. Otomansko napredovanje je sililo vzhodne krščanske vladarje, da bi v zameno za cerkveno zedinjenje dobili pomoč v ljudeh in denarju na Zahodu; ko pa je grški menih Barlaam  naštel pretirano veliko število vprašanj, ki bi jih naj obravnavali na vesoljnem cerkvenem zboru, je papež kratko odgovoril Bizantincem, da se morajo preprosto vrniti k rimski pravovernosti brez razprave. 

Veliko upanje je gojil tudi od uspeha misijonov med Mongoli ter je posal misijonarje vse do Pekinga; po razpadu mongslkega cesarstva pa je propadlo tudi delo za njihovo spreobrnjenje. Uredil pa je katoliško hierarhijo v Perziji in Mezopotamiji.

## Dela

### Meniško preprosta strogost
Benedikt je hotel biti nepristranski in je bil tudi hud nasprotnik simonije ter nepotizma – pravo nasprotje svojega neposrednega predhodnika Janeza XXII., ki je nepotizem – sicer z dobrimi razlogi – preobilno udejanjal. Izjavil je, da papež – podobno kot Melkizedek – nima ne rodovnika ne družine in da torej ne pozna sorodnikov. Dejstvo je, da njegovi sorodniki, prijatelji in sonarodnjaki niso uživali tistih ugodnosti kot pod njegovimi predniki in jim je dal takoj v vednost, da kakih privilegijev naj niti ne pričakujejo; šel je celo tako daleč, da se je pritoževal zaradi časti, ki jih je podelil neapeljski kralj njegovemu nečaku Viljemu Fournierju.
 
Kakor je bil po meniško strog in skromen do sebe, tako je bil zahteven tudi do drugih pri vladanju Cerkve in je zahteval varčnost in skromnost tudi od svojih sodelavcev; to se vidi tudi po številu listin, ki jih je razposlala pisarna, ki je mnogo manjše od tistih, ki so jih izdali njegovi predniki. Ker je ukinil mnoge takse, je to sicer resda zmanjšalo dohodke, ki so bili sedaj odvisni le od papeških nadarbin. Za primerjavo vzemimo, da so letni dohodki iz Florence padli od 228.000 fiorinov na 166.000; ker je pa občutno zmanjšal stroške, le-ti niso presegali 100.000 fiorinov; na ta način je cerkveni zaklad 1342 računal dobiček 1.117.000 fiorinov. To kaže na to, da je bila Benediktova uprava uspešna in učinkovita. 

### Papeške bulein določbe
Papež Benedikt XII. je izdal več papeških bul; glede drugih listin je bil pa precej skromnejši od predhodnikov:
1. Ad regimen določa način podeljevanja cerkvenih nadarbin, kakor tudi posebno skušnjo za kandidate (15. januar 1335).
2. Pastor bonus določa menihom-pohajačem, da vstopijo za stalno v kak samostan – predstojnike pa poziva, naj jih naklonjeno sprejmejo (17. junij 1335).
3. Regolarem vitam prepoveduje menihom prehajanje iz enega reda v drugega (4. julij 1335).
4. Fulgens sicut stella naroča cistercijanom vrnitev k prvotni disciplini, ureditev lastništva, sprejemanje novincev in študij menihov (12. julij 1335).
5. Benedictus Deus – konča dolgoletne razprave v zvezi z »visio beatifica« in zavrne mnenje svojega predhodnika, da bodo duše zveličanih gledale Boga šele po sodnem dnevu (29. januar 1336).
6. Summi magistri – imenovana večkrat tudi benedictina – določa benediktincem razdelitev v 32 pokrajine; opati se morajo zbirati na zboru vsaka tri leta, vsak dvajseti menih mora obiskovati univerzo z določeno smerjo (20. junij 1336).
7. Redemptor noster – določa frančiškanom pravilnik v tridesetih členih, ki se natančno nanaša na mnoge posameznosti, tudi na redovniško uboštvo (28. november 1336).
8. In agro dominico urejuje zadeve Penitencijarije (8. april 1338).
9. 1340 določa delovanje cerkvenega sodišča Sacra Rota (=Tribunale Sacra Rota Romana).

Benedikt je torej objavil kar nekaj odlokov, ki so poenostavili in pocenili delovanje papeške kurije. Redu redu manjših bratov je dal nova pravila, ki so vsebovala veliko podrobnosti starega meniškega življenja, pa tudi »bratce« je discipliniral. Želel je prenoviti tudi benediktinski in cistercijanski red. Dopolnil in razširil je pravne zbirke Janeza XXII. Zaradi vsega tega in tudi zaradi njegovega preprostega in osebno neoporečnega življenja ga štejejo med obnoviteljske papeže.

Najtrajnejši uspeh pa  je dosegel Benedikt XII. vsekakor na teološkem področju. »Najpomembnejši dokument cerkvenega učiteljstva o nesposredni eshatologiji  je nedvomno odlok »Benedictus Deus« Benedikta XII.« 

Sestavil je obilen komentar evangelija po Mateju ter se je trudil za pospeševanje omike: on je tudi osnoval Grenobelsko in Veronsko univerzo.

## Smrt in češčenje
1340 je hudo zbolel in ohromel zaradi uljesa na nogah. 

Umrl je 25. aprila 1342 za gangreno v Avignonu in so ga pokopali v avinjonski stolnici Notre Dame des doms. Med Francosko revolucijo je njegov spomenik - ki ga je napravil pariški kipar Jean Lavenier podivjana drhal skoraj popolnoma uničila.

V cistercijanskem redu ga častijo kot blaženega. V Martirologium gallicanum obhajajo njegov god kot spomin, oziroma neobvezni god dne 15. aprila.

### Ocena
Nekateri so očitali Benediktu, da je bil neumen, da je govoril prostaško in se opijal: tako so ga prikazovali zlasti italijanski kronisti kot Villanijevi in uporni frančiškanski bratci. Resnica pa je drugačna, in sicer, da je bil preprost človek, brez pretvez, delaven ter navajen na redovno življenje. Njegov dober čut mu je pomagal za natančno opazovanje stvari; tako mu je uspelo, da je pretrgal nesrečno razpravljanje o blaženem gledanju (visio beatifica), da se nihče ni več vrnil nanj. Spremenil je naključno bivališče, s katerim se je Janez XXII. zadovoljil, v udobnejši sedež, ki je bil prilagojen vedno obilnejši upravi. Manjkal pa mu je širok pogled, vodilni način, sijaj. Resnici na ljubo: njegova dela niso spremenila niti Cerkvene države niti evropske politike. V priznanje mu je šteti, da je poskušal preprečiti stoletno vojno med Anglijo in Francijo; v tem pa ni uspel, ker so ga Angleži okoli prinesli in že med pogovori začeli napad na Francijo. 

Posrečilo se mu je doseči spravo med in Kastilijo in Portugalsko.

Benedikt je bil torej učen, dober govornik, velike postave, obenem pa skromen in zelo pobožen mož.